# كارلوس هرنانديز ألاركون
كارلوس هرنانديز ألاركون (بالإسبانية: Carlos Hernández Alarcón) هو لاعب كرة قدم إسباني، ولد في 15 سبتمبر 1990 في خاين في إسبانيا. لعب مع ريال خاين ونادي ساباديل ونادي لوغو.

## وصلات خارجية
- كارلوس هرنانديز ألاركون على موقع قاعدة بيانات كرة القدم.إي يو (الإنجليزية)
- كارلوس هرنانديز ألاركون على موقع Soccerbase.com (لاعب) (الإنجليزية)
- كارلوس هرنانديز ألاركون على موقع Soccerway.com (الإنجليزية)
- كارلوس هرنانديز ألاركون على موقع AS.com (الإسبانية)